# Had Enough
Pistes de Who Are You
New Song 905
Had Enough est une chanson des Who, parue en 1978 sur l'album Who Are You, dont elle constitue la deuxième piste.

## Description
C'est l'une des trois chansons du bassiste John Entwistle présentes sur l'album, mais elle est chantée par Roger Daltrey. Entwistle a expliqué que laisser Daltrey chanter ses chansons, au lieu de s'en charger lui-même, lui permettait d'en avoir davantage sur l'album. Il s'agit par ailleurs du premier titre des Who à présenter un accompagnement d'instruments à cordes, composé par Ted Astley, le beau-père de Pete Townshend.
Les chœurs sont tenus par Michael et Billy Nichols. Le synthétiseur est joué par Rod Argent.